# Zapata (Texas)
Pour les articles homonymes, voir Zapata.
La census-designated place de Zapata est le siège du comté de Zapata, dans l’État du Texas, aux États-Unis. Lors du recensement de 2010, elle comptait 5 089 habitants. Zapata n’est pas incorporée.

## Source
- (en) Cet article est partiellement ou en totalité issu de l’article de Wikipédia en anglais intitulé « Zapata, Texas » (voir la liste des auteurs).